# Dysmachus stenogastrus
Dysmachus stenogastrus är en tvåvingeart som beskrevs av Friedrich Hermann Loew 1871. Dysmachus stenogastrus ingår i släktet Dysmachus och familjen rovflugor. Inga underarter finns listade i Catalogue of Life.